# Harald Klak
Harald Klak, né au Jutland et mort en 852 à Walcheren, est le roi des Danois de 812 à 813 puis de 819 à 827.

## Origine
L’origine d’Harald Klak demeure imprécise. Selon les Annales regni Francorum, il est avec ses frères « Hringr »  (i.e Anulo) et Reginfred un « nepos » (neveu ou éventuellement petit-fils) d’un roi antérieur nommé Harald. Le Danois chrétien Hemming Halfdansson, duc de Frise tué lors d’une attaque des Vikings en 837 était peut-être aussi son frère.

## Biographie
Après la mort au combat des rois Siegfried II et Hring (Anulo) en 812, Harald Klak et Reginfried, frères du second dont les troupes sont restées victorieuses sur le terrain, deviennent rois des Danois. 
En 813, il marche avec son frère sur le Vestfold qui refuse de se soumettre. Cependant cette même année, les deux frères sont chassés du pouvoir par une offensive des fils de Godfried de Danemark. L’année suivante, ils tentent de reprendre le pouvoir mais Reginfried est tué avec l’aîné des fils de Godfried,. 
Harald Klak se réfugie à la cour de Louis le Pieux. Selon Eginhard,« il se remit entre ses mains », « il se recommanda dans les mains [de l’empereur] », « à la manière des Francs » ajoutera plus tard l’Astronome, sans que l’on puisse y voir expressément une recommandation vassalique mais peut-être seulement une cérémonie d’entrée sous la protection du souverain. 
Par la suite, les Francs s’impliquèrent constamment dans les affaires du royaume danois et l’Empereur donna l’ordre aux comtes saxons et aux Obodrites de secourir Harald Klak. Cette intervention s’accompagna d’un effort missionnaire sans précédent en direction du monde scandinave.
Louis le Pieux envoie en 815 une armée au Jutland sans succès. En 817 les fils de Godfried « tourmentés par les ravages d’Harald envoyèrent une députation à l’empereur pour demander la paix. Les protestations des ambassadeurs semblèrent plus feintes que sincères et ils furent éconduits. »
En 819, l'empereur romain réussit à rétablir son protégé Harald au pouvoir avec l’aide des Obodrites. Deux des fils de Godefried sont à cette occasion chassés du pays et les deux autres lui sont associés.
Forcés de gouverner conjointement, Harald et les deux fils restant de Godfried entamèrent une cohabitation. En 821, Eginhard note que « les fils de Godefried avaient admis Harald au partage du royaume et l’on attribue à cet arrangement la paix qui régnait entre eux » . 
L’année suivante des ambassadeurs d’Harald et des fils de Godefried se rendent à l’assemblée de Francfort. Toutefois dès 823 Harald sollicite de nouveau des secours de l’Empereur qui envoie deux comtes Théothaire et Rotmund pour l’informer. Leur rapport met en cause la perfidie des fils de Godefried.
En 826, Harald se rend en personne à Ingelheim dans le palais impérial avec son épouse et un grand nombre de danois, et il est baptisé dans l’abbaye Saint-Alban devant Mayence. Louis le Pieux devient son parrain pendant que l’impératrice Judith est la marraine de son épouse et Lothaire Ier le parrain de son fils Godefried. 
Le roi Danois reçoit en outre une chlamyde ornée de pourpre et d’or, une couronne et un baudrier. Harald reçoit également la concession du comté de Rüstringen en Frise pour qu’il puisse s’y réfugier éventuellement s’il devait être chassé de son pays. Le baptême d'Harald à Ingelheim et son voyage de retour vers le Danemark ont été décrits au IXe siècle par Rimbert, deuxième archevêque de Hambourg-Brême, dans la Vita Anskarii (c'est-à-dire Vie de saint Anschaire) ; Anschaire, moine de Corbie, avait été désigné pour être son chapelain, et l'accompagna au moins jusqu'en Rustringie.
L’année suivante, Harald est expulsé du Danemark. Les comtes de Saxe se réunissent avec les commandants des marches pour intervenir, mais Harald trop pressé d'attaquer rompt la paix ce qui provoque une riposte des fils de Godefried qui passent l'Eider et obligent les Francs à s'enfuir. 
Horik, désormais seul survivant des fils de Godefried, demeure seul roi. Louis le Pieux semble avoir accepté le fait accompli et noue rapidement des relations diplomatiques avec le nouveau souverain. La mission de christianisation du Danemark est momentanément interrompue et dès 829, c’est vers la Suède qu’Ansgar tourne son apostolat. S’il retourne par la suite en 849 chez les Danois et y reçoit un accueil favorable, il n’obtient pas la conversion des nouveaux souverains.
La carrière ultérieure de Harald n’est pas connue avec précision et reste difficile à suivre car plusieurs personnages du même nom apparaissent dans les sources jusqu’au milieu du IXe siècle. Les Annales de Fulda, rapportent, sous l’année 852, la mort d’un Harald (Herialdus Nordmannus) qui, après avoir fui la colère de Horik et s’être réfugié auprès du roi Louis le Pieux, s’était converti au christianisme et avait vécu honorablement de longues années parmi les Francs. 
Selon les mêmes annales, ce Harald, suspecté de trahison aurait été tué par les commandants chargés de la garde de la frontière danoise. On ne peut toutefois pas établir avec certitude s'il s’agit là de l'ancien roi Harald Klak ou d’un obscur homonyme.

## Postérité
De son épouse inconnue baptisée en même temps que lui, Harald laisse un fils :
- Godfrid Haraldsson (en).

La Gesta Danorum de Saxo Grammaticus donne un autre fils à Harald Klak :
- Guthormus, vainqueur de l'usurpateur « Ericus frère d'Haraldus » et dont la fille épouse un autre Ericus réputé être le fils Sigurd Œil de Serpent[15].

## Texte original sur le net
- Annales Regni Francorum (The Latin Library)